# Chris Lawless
Christopher „Chris“ Lawless (* 4. November 1995 in Wigan) ist ein britischer Radrennfahrer.

## Sportliche Laufbahn
2013 wurde Chris Lawless britischer Juniorenmeister im Straßenrennen und entschied eine Etappe der Trofeo Karlsberg für sich. 
Im Jahr darauf wurde er gemeinsam mit Germain Burton, Christopher Latham und Oliver Wood britischer Meister der Elite in der Mannschaftsverfolgung auf der Bahn. Für 2015 erhielt Lawless beim Team Wiggins seinen ersten Vertrag bei einem internationalen Radsportteam. Im Jahr darauf gewann er eine Etappe des New Zealand Cycle Classic. 2017 gewann er die ZLM Tour sowie jeweils eine Etappe der Tour de l’Avenir und der Tour de Beauce.
2018 wechselte Chris Lawless zum UCI WorldTeam Sky, dem späteren Team Ineos und entschied in diesem Jahr zwei Etappen und die Punktewertung der Settimana Internazionale für sich. Im Mai 2019 gewann er als erster Brite die Gesamtwertung der Tour de Yorkshire, mit zwei Sekunden Vorsprung auf den Zweiten, den Belgier Greg Van Avermaet.
2021 fuhr Lawless für das UCI ProTeam Total Direct Énergie. Sein wichtigstes Ergebnis in dieser Zeit war ein zweiter Platz bei Schaal Sels Merksem. Im Jahr 2023 fuhr er zunächst für das UCI Continental Team AT85 Pro Cycling und wechselte im April zum Lotto Dstny Development Team.

## Erfolge

### Straße
2013
- eine Etappe und Punktewertung Trofeo Karlsberg
- Britischer Junioren-Meister - Straßenrennen

2016
- eine Etappe New Zealand Cycle Classic

2017
- ZLM Tour
- eine Etappe Tour de l’Avenir
- eine Etappe Tour de Beauce

2018
- zwei Etappen und Punktewertung Settimana Internazionale

2019
- Gesamtwertung und Punktewertung Tour de Yorkshire
- Nachwuchswertung Tour de Wallonie

### Bahn
2014
- Britischer Meister - Mannschaftsverfolgung (mit Germain Burton, Christopher Latham und Oliver Wood)